# Moult
Moult is een plaats en voormalige gemeente in het Franse departement Calvados in de regio Normandië. De plaats maakt deel uit van het arrondissement Caen. Op 1 januari 2017 fuseerde de gemeente met Chicheboville tot de commune nouvelle Moult-Chicheboville.

## Geografie
De oppervlakte van Moult bedraagt 10,2 km², de bevolkingsdichtheid is 142,6 inwoners per km².

## Verkeer en vervoer
De plaats wordt bediend door het spoorwegstation Moult-Argences.
De onderstaande kaart toont de ligging van Moult met de belangrijkste infrastructuur en aangrenzende gemeenten.

## Demografie
Onderstaande figuur toont het verloop van het inwonertal (bron: INSEE-tellingen).
Vanwege een beveiligingsprobleem met de MediaWiki Graph-software is het momenteel niet mogelijk deze grafiek weer te geven. Zodra de software is bijgewerkt zal de grafiek vanzelf weer zichtbaar worden.